# Jag är Malala
Jag är Malala: flickan som stod upp för rätten till utbildning och sköts av talibanerna (engelsk originaltitel: I Am Malala: The Girl Who Stood Up for Education and Was Shot by the Taliban) är en självbiografi av den pakistanska nobelpristagaren och aktivisten Malala Yousafzai samt den brittiska journalisten Christina Lamb. Boken handlar om Malalas kamp för att främja utbildning och hennes motstånd mot talibanerna. Den utgavs på svenska 2013.

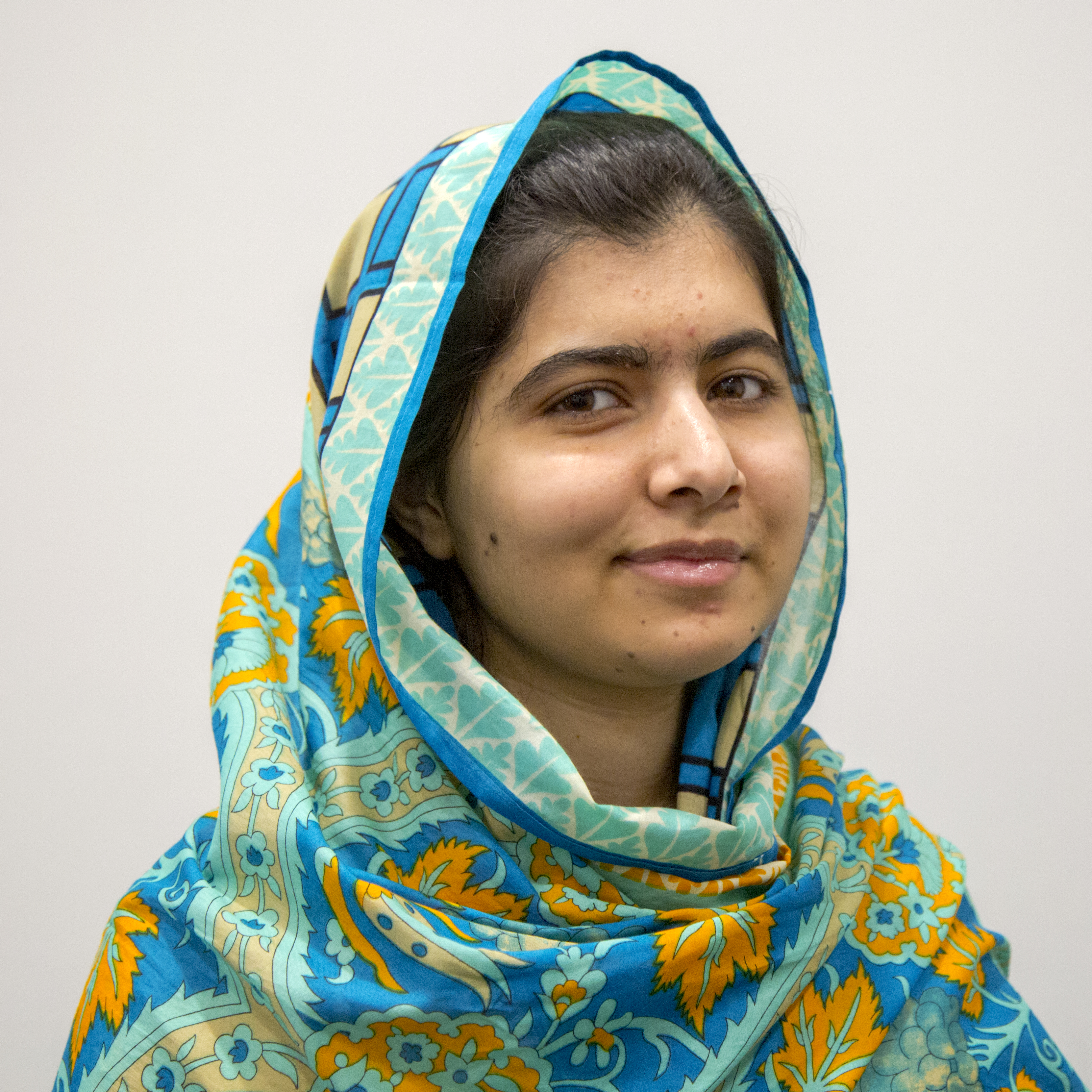
Malala Yousafzai, oktober 2015.